# الیو زاموتو
الیو زاموتو (انگلیسی: Elio Zamuto؛ زادهٔ ۱ مهٔ ۱۹۴۱) یک هنرپیشه اهل ایتالیا است.
از جمله فیلم‌های او می‌توان به سوداگر، گاما، خانم پرستار در تیمارستان نظامی و دخترک سرباز در دیدار نظامی اشاره کرد.